# تراونیکی (استان اشوی‌داشکسیه)
تراونیکی (به لهستانی: Trawniki) یک منطقهٔ مسکونی در لهستان است که در گمینا سمکوو واقع شده‌است. تراونیکی ۹۰ نفر جمعیت دارد.